# Мазінська сільська рада
| Мазінська сільська рада — колишній орган місцевого самоврядування у Переяслав-Хмельницькому районі Київської області з адміністративним центром у с. Мазінки. Київська обласна рада рішенням від 7 лютого 2012 року у Переяслав-Хмельницькому районі перейменувала Мазинську сільраду на Мазінську. Водоймища на території, підпорядкованій даній раді: річка Альта. Сільській раді підпорядковані населені пункти: - с. Мазінки |

## Склад ради
Рада складалася з 14 депутатів та голови.